# Raïon de Korenevo
Le raïon de Korenevo (en russe : Кореневский райо́н, Korenevski raïon) est un raïon de l'oblast de Koursk en Russie européenne. Son centre administratif est le village de Korenevo et sa population s'élevait à 15 018 habitants en 2021.

## Géographie
Le raïon se situe dans l'oblast de Koursk, un sujet, en tant qu'oblast, de la Russie, situé dans le district fédéral central en Russie européenne. Le raïon, comme l'ensemble de l'oblast, est situé dans le fuseau horaire MSK (heure de Moscou). Le décalage horaire appliqué par rapport au temps universel coordonné est +03:00.

## Politique et administration
Le raïon est l'un des 28 raïons administratifs de l'oblast de Koursk, dans le district fédéral central. Au niveau municipal, il possède le statut de raïon municipal. Le raïon compte 1087 localités réparties en 10 municipalités.

## Localités
| №  |                    | Nom russe         | Statut          | Population 2010 | Municipalité               |
| -- | ------------------ | ----------------- | --------------- | --------------- | -------------------------- |
| 1  | Aleksandrovka      | Александровка     | village         | 233             | Selsoviet de Tolpino       |
| 2  | Alekseïevski       | Алексеевский      | khoutor         | 5               | Selsoviet de Cheptoukhovka |
| 3  | Apanassovka        | Апанасовка        | village         | 199             | Selsoviet de Komarovka     |
| 4  | Blagodatnoïe       | Благодатное       | village         | 451             | Selsoviet de Pouchkarnoïe  |
| 5  | Biakhovo           | Бяхово            | hameau          | 34              | Selsoviet de Viktorovka    |
| 6  | Verkhniaïa Grounia | Верхняя Груня     | village         | 379             | Selsoviet de Tolpino       |
| 7  | Vetreno            | Ветрено           | village         | 116             | Selsoviet d'Olgovka        |
| 8  | Viktorovka         | Викторовка        | hameau          | 70              | Selsoviet de Viktorovka    |
| 9  | Vichnevka          | Вишневка          | hameau          | 49              | Selsoviet de Komarovka     |
| 10 | Vnezaoniïe         | Внезапное         | hameau          | 245             | Selsoviet de Viktorovka    |
| 11 | Gavrilovka         | Гавриловка        | hameau          | 118             | Selsoviet de Tolpino       |
| 12 | Gordeïevka         | Гордеевка         | village         | 138             | Selsoviet de Viktorovka    |
| 13 | Deriougino         | Дерюгино          | hameau          | 82              | Selsoviet de Pouchkarnoïe  |
| 14 | Doubrava           | Дубрава           | khoutor         | 0               | Selsoviet de Pouchkarnoïe  |
| 15 | Dourovka           | Дуровка           | hameau          | 44              | Selsoviet d'Olgovka        |
| 16 | Jadino             | Жадино            | village         | 315             | Selsoviet de Pouchkarnoïe  |
| 17 | Jebolovka          | Жеболовка         | hameau          | 31              | Selsoviet d'Olgovka        |
| 18 | Jouravli           | Журавли           | hameau          | 128             | Selsoviet d'Olgovka        |
| 19 | Kaoutchoul         | Каучук            | possiolok       | 610             | Selsoviet de Cheptoukhovka |
| 20 | Kovynevka          | Ковыневка         | hameau          | 21              | Selsoviet de Pouchkarnoïe  |
| 21 | Kolytchevka        | Колычевка         | hameau          | 171             | Selsoviet de Tolpino       |
| 22 | Komarovka          | Комаровка         | village         | 509             | Selsoviet de Komarovka     |
| 23 | Korenevo           | Коренево          | commune urbaine | 5555            | possiolok Коренево         |
| 24 | Korenevo           | Коренево          | village         | 2150            | Selsoviet de Korenevo      |
| 25 | Krasnooktiabrskoïe | Краснооктябрьское | village         | 245             | Selsoviet de Snagost       |
| 26 | Kremianoïe         | Кремяное          | village         | 649             | Selsoviet d'Olgovka        |
| 27 | Koulechovka        | Кулешовка         | hameau          | 0               | Selsoviet de Pouchkarnoïe  |
| 28 | Lobanovka          | Лобановка         | hameau          | 259             | Selsoviet de Korenevo      |
| 29 | Lioubimovka        | Любимовка         | village         | 560             | Selsoviet de Lioubimovka   |
| 30 | Matveïevka         | Матвеевка         | hameau          | 8               | Selsoviet de Korenevo      |
| 31 | Mikhaïlovka        | Михайловка        | hameau          | 8               | Selsoviet de Cheptoukhovka |
| 32 | Mordvine           | Мордвин           | khoutor         | 12              | Selsoviet de Cheptoukhovka |
| 33 | Nijniaïa Grounia   | Нижняя Груня      | village         | 143             | Selsoviet de Tolpino       |
| 34 | Nikipelovka        | Никипеловка       | hameau          | 132             | Selsoviet de Korenevo      |
| 35 | Novosselovka       | Новосёловка       | khoutor         | 21              | Selsoviet de Pouchkarnoïe  |
| 36 | Oboukhovka         | Обуховка          | village         | 291             | Selsoviet de Lioubimovka   |
| 37 | Obchtchi Kolodez   | Общий Колодезь    | village         | 110             | Selsoviet de Cheptoukhovka |
| 38 | Olgovka            | Ольговка          | village         | 674             | Selsoviet d'Olgovka        |
| 39 | Petrovskoïe        | Петровское        | hameau          | 21              | Selsoviet de Cheptoukhovka |
| 40 | Pouchkarnoïe       | Пушкарное         | village         | 412             | Selsoviet de Pouchkarnoïe  |
| 41 | Pouchkarojadinski  | Пушкарожадинский  | possiolok       | 37              | Selsoviet de Pouchkarnoïe  |
| 42 | Safonovka          | Сафоновка         | village         | 186             | Selsoviet de Cheptoukhovka |
| 43 | Sekerino           | Секерино          | hameau          | 48              | Selsoviet de Pouchkarnoïe  |
| 44 | Skrylevka          | Скрылевка         | village         | 62              | Selsoviet de Cheptoukhovka |
| 45 | Snagost            | Снагость          | village         | 494             | Selsoviet de Snagost       |
| 46 | Starostinka        | Старостинка       | khoutor         | 2               | Selsoviet de Tolpino       |
| 47 | Tolpino            | Толпино           | village         | 602             | Selsoviet de Tolpino       |
| 48 | Troïtskoïe         | Троицкое          | village         | 270             | Selsoviet de Viktorovka    |
| 49 | Ouspenovka         | Успеновка         | hameau          | 71              | Selsoviet de Viktorovka    |
| 50 | Cheptoukhovka      | Шептуховка        | village         | 657             | Selsoviet de Cheptoukhovka |
| 51 | Ioujny             | Южный             | possiolok       | 103             | Selsoviet de Tolpino       |
| 52 | 10e Oktiabr        | 10-й Октябрь      | possiolok       | 0               | Selsoviet de Komarovka     |

## Démographie
Recensements (*) ou estimations de la population :
| 2021*  | - | - |
| ------ | - | - |
| 15 018 | - | - |